# Artemisaphis longicauda
Artemisaphis longicauda är en insektsart. Artemisaphis longicauda ingår i släktet Artemisaphis och familjen långrörsbladlöss. Inga underarter finns listade i Catalogue of Life.